# Софія Теофіла Данилович
Софі́я на Журові Теофі́лія Данилович (Собеська, пол. Zofia Teofila Daniłowiczówna; 1607, Журів — 27 листопада 1661, Жовква) — польська шляхтянка руського походження, донька руського воєводи Івана Даниловича і Зоф'ї (Софії) з Жолкевських, внучка Станіслава Жолкевського. Матір короля Яна ІІІ.

## Біографія
На початку XVII ст. надала земельну ділянку для будівництва дерев'яного костелу св. Казимира під Високим замком. У 1623 році разом з матір'ю та бабцею Регіною брали участь у відбитті нападу татар на Олесько. 16 травня 1627 р. вийшла заміж в Олеську за Якуба Собеського. Наприкінці травня пара прибула до Золочева.
Людвік Олізар продав їй містечко Вороньків з прилеглими землями — спадок дружини Анни, доньки Лавріна Лозки та його першої дружини Ганни Гулевичівни — за 65000 злотих; Софія своєю чергою віддала маєток Людвіку Олізару в оренду «для повернення 65000 зл.», що потім стало причиною тривалих судових процесів, в які був втягнутий син Ян. 20 січня 1637 у Львові провела зі зведеною сестрою Марціаною Конєцпольською, сином іншої зведеної сестри Катажини Станіславом Фірлеєм поділ спадку після смерті брата Станіслава. Отримала всі маєтки Жолкевських, частину — Даниловичів; зокрема: Жовква, Бориспільська волость, понад 200 сіл в «Україні», «ключі»: «Яричівський» з Новим Яричевом, 11 сіл, лісовий комплекс Копані (більше 800 морґів) у Львівській землі, «Куликівський» з 19 селами, «Озернянський» (9 сіл, також 400 морґів лісу), Маркопільський (12 сіл, також 400 морґів лісу), Сасів.
Після смерті чоловіка сама керувала Жовквою. У 1642, 1647 роках згадані її процеси з кн. Вишневецьким, який забрав у неї маєтки у Київському воєводстві. 19 грудня 1647 Щуровичі з прилеглостями відступила улюбленому сину Мареку.
Померла у Жовкві, де була похована на початку лютого в домініканському костелі (тепер — храм Св. Йосафата УГКЦ). Цей монастирський комплекс почав раніше будуватись на її кошти як усипальниця для улюбленого сина Марека. Пізніше її останки були перенесені до Любліна, остаточно перепоховані у 1983 році у краківському костелі Св. Трійці.

## Родина

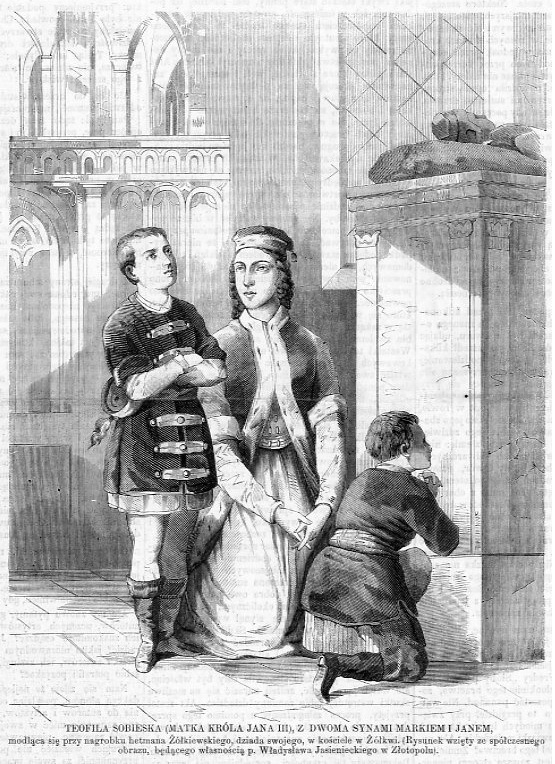
Теофіла Собеська (Данилович) із синами на молитві у Жовкві

Чоловік — Якуб Собеський
Діти:
- Марек (1628—1652) — староста красноставський
- Ян — король Речі Посполитої
- Софія (19 березня 1630) — померла в дитинстві
- Катерина — дружина Владислава Домініка Заславського-Острозького і Михайла Казимира Радзивілла[3]
- Анна Розалія — бенедиктинка у Львові
- Станіслав (29 березня 1638) — помер в дитинстві: за даними Шимона Старовольського, існував його надгробок з епітафією.[4]
- Станіслав (16 вересня 1641) — помер в дитинстві

В XIX столітті в Златополі у пана Владислава Карловича Ясенецького зберігався сімейний портрет Теофіли з синами Марком та Яном на молитві у костьолі міста Жовква.